# Алимбегова къща
Алимбеговата къща (на македонска литературна норма: Алимбегова куќа) е забележителна сграда в град Тетово, Северна Македония. Обявена е за важно културно наследство на Република Македония.
Сградата е разположена на улица „29-и ноември“ № 16. Сградата е изградена от Алим бег в модерния за времето си необароков стил и е рядък пример за жилищна архитектура. При организацията на помещенията е запазено традиционното разделение на обществени и частни. В архитектурно отношение Алимбеговата къща е асиметрична сграда, с приземие и два етажа. Входът е типичен бароков с извито стълбище. В предната част има приемен салон с голям чардак от едната страна и висока шестостранно кулообразно помещение от другата. В западната част има три жилищни помещения. На втория етаж са спалните и банята. Помещанията са асиметрични с най-различни геометрични форми – многоъгълни, полукръгли, шестоъгълни, правоъгълни. Стълбата между двата етажа е полукръгла. Прозорците са на различни нива, с различен вид и украса. Фасадната декорация около прозорците и на парапетите е типично барокова – с гирлянди, цветове, листа. Пиластрита с капители също са богато декорирани. Най-богата е западната фасада с извитите елипсовидни външни стълби. Вляво от стълбището има шестоъгълна кула, която доминира останалите части на фасадата. Всясно от стълбището има чешма в полукръгла розена и ниша. Полукръглият фриз има флорална декорация в плитък релеф. Покривът е многоскатен с фалцовани керемиди.
До 1993 г. обектът е медицински център, наричан Старата болница. От 2002 г. е център за ментално здраве. През 2016 г. започват дейности за консервация, реставрация, саниране и конструктивно укрепване, след което обектът трябва да бъде превърнат в музей.
- Входното стълбище
- Чешмата
- Задната фасада